# Alexandre Chevillard
Pierre Alexandre François Chevillard, född den 15 januari 1811 i Antwerpen, död den 20 december 1877 i Paris, var en fransk violoncellist. Han var far till Camille Chevillard.
Chevillard var elev och från 1859 lärare vid konservatoriet i Paris. Han utgav en uppskattad violoncellskola samt framträdde som kompositör.